# Sunmin Image Pictures
Sunmin Image Pictures Co., Ltd. (afgekort als SMIP Co., Ltd.) is een Zuid-Koreaanse animatiestudio uit Seoul. Het werd opgericht als Artplus in 1990. De studio animeert veel Amerikaanse geanimeerde televisieseries en films, onder andere 101 Dalmatians: The Series voor ABC en de Ben 10-franchise (zowel de originele serie als de reboot) voor Cartoon Network. Naast 101 Dalmatians werkte de studio ook aan andere Disney Television Animation-series zoals Hercules: The Animated Series, American Dragon: Jake Long, Amphibia en The Owl House. Voor Cartoon Network werkten naast Ben 10 ook aan Steven Universe en de vervolgreeks Steven Universe Future, de The Powerpuff Girls-reboot, Justice League Action, OK K.O.! Let's Be Heroes, Victor and Valentino, Infinity Train en ThunderCats Roar.

## Filmografie
| Show                                            | Jaar       | Co-producties               |
| ----------------------------------------------- | ---------- | --------------------------- |
| Gargoyles                                       | 1995       | Disney Television Animation |
| Jungle Cubs                                     | 1996       | Disney Television Animation |
| Captain Simian & the Space Monkeys              | 1996-97    | Hallmark Entertainment      |
| 101 Dalmatians: The Series                      | 1997-98    | Disney Television Animation |
| Hercules: The Animated Series                   | 1998-99    | Disney Television Animation |
| Roswell Conspiracies: Aliens, Myths and Legends | 1999-00    | Epoch Ink Animation         |
| Buzz Lightyear of Star Command                  | 2000       | Disney Television Animation |
| Megas XLR                                       | 2004-05    | Cartoon Network Studios     |
| Ben 10                                          | 2005-08    | Cartoon Network Studios     |
| American Dragon: Jake Long                      | 2006-07    | Disney Television Animation |
| Ben 10: Alien Force                             | 2008-10    | Cartoon Network Studios     |
| Ben 10: Ultimate Alien                          | 2010-12    | Cartoon Network Studios     |
| Ben 10: Omniverse                               | 2012-14    | Cartoon Network Studios     |
| Black Dynamite                                  | 2012       | Titmouse                    |
| Avengers Assemble                               | 2013-17    | Marvel Animation            |
| Steven Universe                                 | 2013-19    | Cartoon Network Studios     |
| Turbo Fast                                      | 2014-16    | Titmouse                    |
| Guardians of the Galaxy                         | 2015-19    | Marvel Animation            |
| The Powerpuff Girls                             | 2016-19    | Cartoon Network Studios     |
| Ben 10                                          | 2016-21    | Cartoon Network Studios     |
| Justice League Action                           | 2016       | Warner Bros. Animation      |
| OK K.O.! Let's Be Heroes                        | 2017-19    | Cartoon Network Studios     |
| Victor and Valentino                            | 2019-heden | Cartoon Network Studios     |
| Amphibia                                        | 2019       | Disney Television Animation |
| Infinity Train                                  | 2019-21    | Cartoon Network Studios     |
| Steven Universe Future                          | 2019-20    | Cartoon Network Studios     |
| The Owl House                                   | 2020-heden | Disney Television Animation |
| ThunderCats Roar                                | 2020       | Warner Bros. Animation      |